# 廖强
廖强（1965年—），重庆人，原籍福建武平，重庆大学动力工程学院动力工程学院副院长、教授，主要从事复杂生化反应过程及系统传递理论、生物质能利用等方面的研究工作。担任《工程热物理》、《热科学与技术》编委，入选中华人民共和国教育部2009年度“长江学者”特聘教授。